# Jocelyne Blouin
Jocelyne Blouin (17 de octubre de 1950-Montreal, 27 de mayo de 2019) fue una meteoróloga quebequesa diplomada y una presentadora de clima de Canadá. Trabajó en la Sociedad Radio Canadá de 1978 a 2011 donde fue conocida por sus boletines televisivos regulares.

## Estudios
Obtuvo una licenciatura especializada en física por la Universidad de Quebec en Montreal (UQAM) en 1973. Es comprometida con Ambiente Canadá y sigue el curso de formación de los meteorológicos operativos. Obtuvo así el certificado en meteorología de la UQAM en 1974. Jocelyne completó igualmente la parte académica de una maestría en meteorología en 1986

## Carrera
Su primera plaza fue en el Servicio meteorológico de Canadá (SMC) en 1974, en Edmonton, Alberta. Durando esos primeros años, daba cursos de clima a los scouts de mar y participaba en la emisión de la mañana de CHFA Radio Canadá.
En 1976, el SMC la envió a Montreal donde trabajó hasta 1980. En 1978, Radio Canadá le ofreció una plaza a tiempo parcial como presentadora del tiempo. Dimitió al SMC el 1 de julio de 1980 para trabajar a tiempo completo en su nuevo trabajo.
En septiembre de 2005, en Quebec, Radio Canadá la apartó de la programación, oficialmente se debió a un «periodo de transición y de pruebas». No debía aparecer en la pantalla. Varias quejas se presentaron a ese respecto y finalmente, Jocelyne encontró su plaza a la semana siguiente.
En junio de 2011, anunció su salida del Téléjournal para retirarse tras 33 años en la Televisión de Radio Canadá. Fue reemplazada por Pascal Yiacouvakis. Durante su carrera, presentó cerca de quince mil boletines de meteorología.
Falleció a los 68 años a causa de un cáncer.

## Honores
Recibió numerosos premios nacionales e internacionales. En 1993, el premio Alcide-Ouellet (por el meteorólogo canadiense célebre). Durante el Festival internacional de meteorología, recibió el Premio del mejor reportaje de meteorología y ambiente (1999), el Premio de los científicos (2000) y el Premio del mejor reportaje meteorológico y ambiental (2002).